# Young Peak
Young Peak är en bergstopp i Antarktis. Den ligger i Östantarktis. Australien gör anspråk på området.
Terrängen runt Young Peak är huvudsakligen platt, men västerut är den kuperad. Havet är nära Young Peak åt nordost. Trakten är obefolkad. Det finns inga samhällen i närheten.